# 寶馬山公共運輸交匯處
寶馬山公共運輸交匯處是香港一個小型公共運輸交匯處，位於寶馬山道與校園徑交界。

## 總站路線資料（巴士）

### 城巴23B線
- 寶馬山 → 羅便臣道
柏道 → 寶馬山

於1974年4月22日投入服務，現由城巴營運，上午班次由寶馬山往羅便臣道，下午班次由柏道往寶馬山，只於平日繁忙時間提供服務。另外，逢上課日07:10有額外一個班次由柏道開往寶馬山。

### 城巴27線（特別班次）
- 北角碼頭 → 寶馬山

於1978年4月3日投入服務，現由城巴營運，來往港島東區北角碼頭、炮台山和寶馬山的路線，為居民提供短程的服務。本線是香港島最後一條按開辦時間順序編號的路線，早上部分特別班次以此站為終點站。

### 城巴85A線（上午班次）
- 筲箕灣 → 寶馬山
- 愛秩序灣（愛東商場） → 寶馬山（特別班次）

只於上課日上學時間提供往寶馬山的服務。

### 城巴85P線（下午班次）
- 寶馬山 → 小西灣（藍灣半島）

只於上課日下學時間提供往小西灣的服務。

### 過海隧道巴士108線
- 九龍灣（啟業） ↔ 寶馬山

1981年12月7日投入服務，為寶馬山唯一一條過海路線，由九龍巴士獨營，為全港首條並不來往啟德機場的獨營常規過海巴士路線。

## 途經路線資料（巴士）

### 城巴25線
- 中環3號碼頭 ↺ 寶馬山

於1973年9月3日投入服務，現由城巴營運，以循環線形式運作，來往中環（5號碼頭）及寶馬山之間。

### 城巴25A線
- 會展站 ↺ 寶馬山

### 城巴27線
- 北角碼頭 ↺ 寶馬山

1978年4月3日開辦，現由城巴營辦，來往港島東區北角碼頭、炮台山和寶馬山的路線，為居民提供短程的服務，是香港島最後一條按開辦時間順序編號的路線。

### 城巴41A線
- 華富（中） ↔ 北角碼頭

1976年11月6日41A線前身41線開辦，現由城巴營辦，來往港島東區北角碼頭及華富（中）的路線。

### 城巴81A線
- 興華邨 ↔ 勵德邨

只於上課日上、下學時間提供服務。

### 城巴85線（每日2230前的班次）
- 小西灣（藍灣半島） ↺ 寶馬山

1978年3月1日起配合明華大廈入伙及亞公岩一帶發展而開辦，由城巴經營，來往小西灣（藍灣半島）。

### 城巴85A線（下午班次）
- 北角碼頭 → 筲箕灣

只於上課日下午繁忙時間提供往筲箕灣的服務。

### 城巴85P線（上午班次）
- 小西灣（富欣花園） → 寶馬山

只於上課日上學時間提供往寶馬山的服務。

## 總站路線資料（專線小巴）

### 香港島專線小巴25線
- 寶馬山 ↔ 銅鑼灣（百德新街）

## 途經路線資料（專線小巴）

### 香港島專線小巴49M線
- 天后站 ↺ 寶馬山

## 利用狀況
由於寶馬山的乘客分散在雲景道和天后廟道，大多數巴士路線需要同時途經雲景道和天后廟道才能有足夠客量支持營運，所以幾乎所有途經寶馬山的巴士路線都只是以此站為循環點。

## 外部連結
- 寶馬山公共運輸交匯處 （页面存档备份，存于），城巴